# Episodi di Dottor Simon Locke (prima stagione)
La prima stagione della serie televisiva Dottor Simon Locke è stata trasmessa in anteprima in Canada dalla CTV Television Network tra il 13 settembre 1971 e il 6 marzo 1972.
| nº | Titolo originale                        | Titolo italiano | Prima TV Canada   | Prima TV Italia |
| -- | --------------------------------------- | --------------- | ----------------- | --------------- |
| 1  | The Day Simon Locke Came to Dixon Mills |                 | 13 settembre 1971 |                 |
| 2  | Gun Point                               |                 | 20 settembre 1971 |                 |
| 3  | Max                                     |                 | 27 settembre 1971 |                 |
| 4  | Walden Lost                             |                 | 4 ottobre 1971    |                 |
| 5  | Death Is a Wanderer                     |                 | 11 ottobre 1971   |                 |
| 6  | Royal Treatment                         |                 | 18 ottobre 1971   |                 |
| 7  | Death Holds the Scales                  |                 | 25 ottobre 1971   |                 |
| 8  | The Cage                                |                 | 1º novembre 1971  |                 |
| 9  | Bad Blood                               |                 | 8 novembre 1971   |                 |
| 10 | Where Are the Lucky Stars               |                 | 15 novembre 1971  |                 |
| 11 | The Hero                                |                 | 22 novembre 1971  |                 |
| 12 | Two Points of a Pitchfork (Part 1)      |                 | 29 novembre 1971  |                 |
| 13 | Two Points of a Pitchfork (Part 2)      |                 | 6 dicembre 1971   |                 |
| 14 | The Healer                              |                 | 13 dicembre 1971  |                 |
| 15 | The Healer                              |                 | 20 dicembre 1971  |                 |
| 16 | The Perfect Specimen                    |                 | 27 dicembre 1971  |                 |
| 17 | Coo-Coo in the Nest                     |                 | 3 gennaio 1972    |                 |
| 18 | The Man Who Hunted Hunters              |                 | 10 gennaio 1972   |                 |
| 19 | Too Many Candles                        |                 | 17 gennaio 1972   |                 |
| 20 | Child of Slience                        |                 | 24 gennaio 1972   |                 |
| 21 | Dark Future                             |                 | 31 gennaio 1972   |                 |
| 22 | The Cortessa Rose                       |                 | 7 febbraio 1972   |                 |
| 23 | The Meddler                             |                 | 14 febbraio 1972  |                 |
| 24 | Quiet Sunday                            |                 | 21 febbraio 1972  |                 |
| 25 | Marooned                                |                 | 28 febbraio 1972  |                 |
| 26 | The Wanderer                            |                 | 6 marzo 1972      |                 |